# Diocesi di Liberalia
La diocesi di Liberalia (in latino: Dioecesis Liberaliensis) è una sede soppressa e sede titolare della Chiesa cattolica.

## Storia
Liberalia, forse identificabile con l'oasi di Lioua nell'odierna Algeria, è un'antica sede episcopale della provincia romana di Numidia.
Sono solo due i vescovi documentati di questa sede africana. Alla conferenza di Cartagine del 411, che vide riuniti assieme i vescovi cattolici e donatisti dell'Africa romana, prese parte il cattolico Gorgonio, il quale tuttavia non firmò gli atti, ma dette mandato a Vittorino di Tabuda di sottoscriverli al suo posto. Gorgonio dichiarò che nella sua diocesi non c'era alcun vescovo donatista. La sua testimonianza fu contraddetta da Protasio, vescovo donatista di Tubune, secondo il quale a Liberalia era vescovo donatista Vittore, che tuttavia non fu presente alla conferenza.
Dal XV secolo Liberalia è annoverata tra le sedi vescovili titolari della Chiesa cattolica; dal 29 giugno 2020 il vescovo titolare è Charles Ndaka Salabisala, vescovo ausiliare di Kinshasa.

## Cronotassi

### Vescovi residenti
- Gorgonio † (menzionato nel 411)
  - Vittore † (menzionato nel 411) (vescovo donatista)

### Vescovi titolari
- Johann Merchteren, O.F.M. † (27 aprile 1457 - 1472 deceduto)
- Bernhard Meurl von Leombach † (4 maggio 1496 - 27 gennaio 1526 deceduto)
- Paul Francis Reding † (2 luglio 1966 - 14 settembre 1973 nominato vescovo di Hamilton)
- Jan Śrutwa (25 luglio 1984 - 25 marzo 1992 nominato vescovo di Zamość-Lubaczów)
- Jacek Jezierski (19 febbraio 1994 - 10 maggio 2014 nominato vescovo di Elbląg)
- Luis Horacio Gómez González † (10 luglio 2014 - 17 aprile 2016 deceduto)
- Joseph Đỗ Mạnh Hùng (25 giugno 2016 - 3 dicembre 2019 nominato vescovo di Phan Thiết)
- Charles Ndaka Salabisala, dal 29 giugno 2020